# Internationale Tulpenrallye 1973

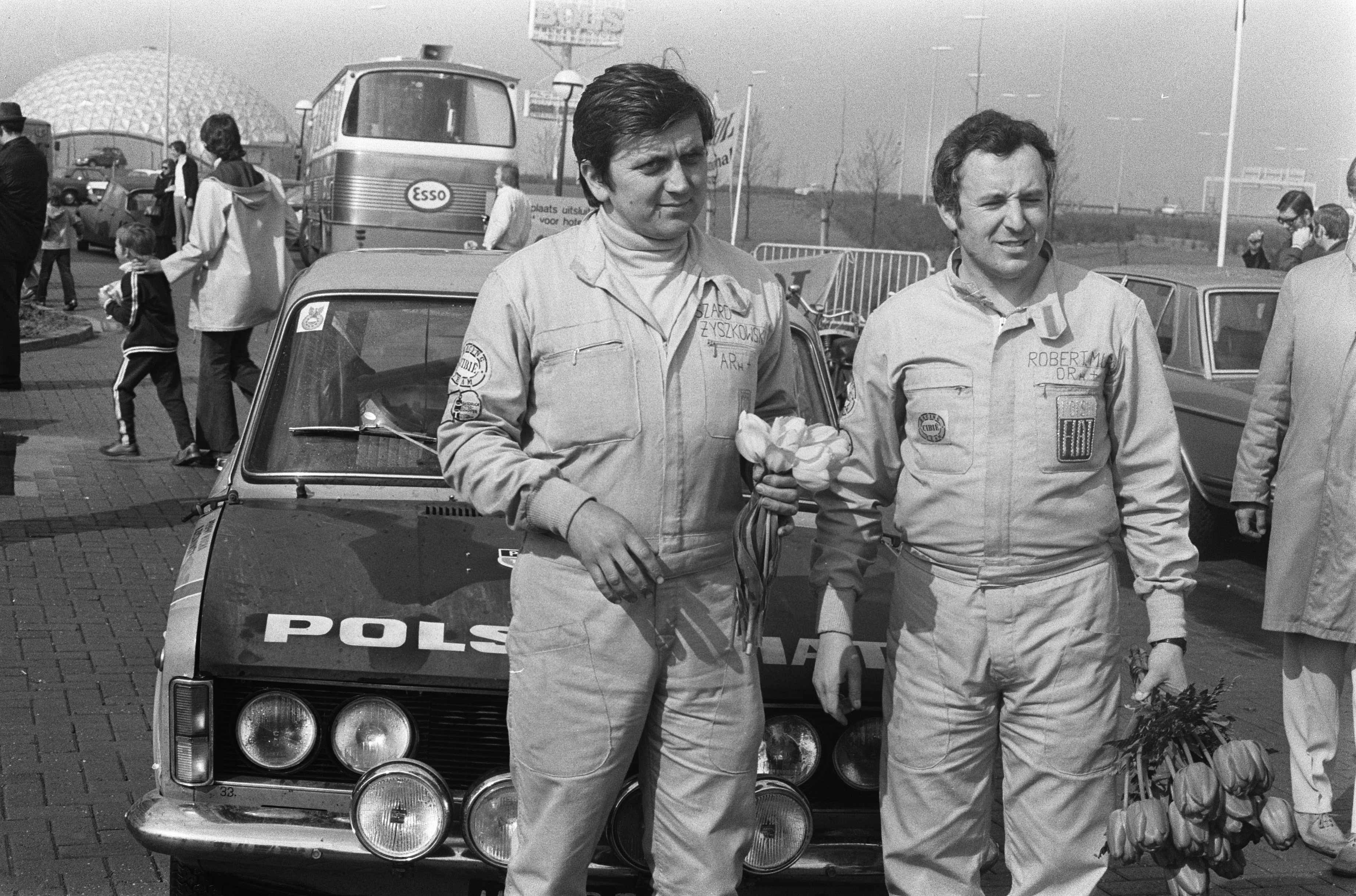
Polacy Robert Mucha i Ryszard Żyszkowski na Polskim Fiacie 125p 1500 w rajdzie zajęli trzecie miejsce

Internationale Tulpenrallye 1973 (23. Internationale Tulpenrallye) – 23. edycja rajdu samochodowego Internationale Tulpenrallye rozgrywanego w Holandii. Rozgrywany był od 2 do 5 maja 1973 roku. Była to siódma runda Rajdowych Mistrzostw Europy w roku 1973.

## Klasyfikacja rajdu
| Miejsce                      | Kierowca                     | Pilot                        | Samochód                     | Czas                         | Strata                       |                              |
| Klasyfikacja generalna i ERC | Klasyfikacja generalna i ERC | Klasyfikacja generalna i ERC | Klasyfikacja generalna i ERC | Klasyfikacja generalna i ERC | Klasyfikacja generalna i ERC | Klasyfikacja generalna i ERC |
| ---------------------------- | ---------------------------- | ---------------------------- | ---------------------------- | ---------------------------- | ---------------------------- | ---------------------------- |
| 1.                           | Bert Dolk                    | Bob de Jong                  | Opel Ascona 1.9 SR           | 2:11:02                      | 0.0                          |                              |
| 2.                           | Kees van Grieken             | Rob Wiedenhoff               | BMW 2002 Ti                  | 2:15:28                      | +4:26                        |                              |
| 3.                           | Robert Mucha                 | Ryszard Żyszkowski           | Polski Fiat 125p 1500        | 2:17:10                      | +6:08                        |                              |
| 4.                           | Marek Varisella              | Janina Jedynak               | Polski Fiat 125p 1500        | 2:19:28                      | +8:26                        |                              |
| 5.                           | Theo Koks                    | André Jetten                 | Datsun 1600 SSS              | 2:25:00                      | +13:58                       |                              |
| 6.                           | Carl Marius Syberg           | Ellen Syberg                 | Opel Ascona 1.9              | 2:40:56                      | +29:54                       |                              |
| 7.                           | Ad W. Niemeijer              | Ernest Hoogkamer             | Opel Ascona                  | 3:09:04                      | +58:02                       |                              |
| 8.                           | Pierre Driessen              | G.U.G. Haanen                | BMW 2002 Tii                 | 3:11:07                      | +1:00:05                     |                              |
| 9.                           | Janusz Wojtyna               | Jacek Różański               | Škoda 110                    | 3:15:59                      | +1:04:57                     |                              |
| 10.                          | C. Hoogendoorn               | T. de Bruin                  | Alfa Romeo 1600 S            | 3:18:08                      | +1:07:06                     |                              |